# Estación de autobuses de Burgos
La Estación de autobuses de Burgos es una estación de autobuses de la ciudad española de Burgos. Está situada muy cerca del centro histórico, a escasos metros de la catedral y los principales sitios turísticos, por lo que supone la puerta de entrada perfecta para visitar la ciudad o moverse desde ella. 
Se encarga de distribuir todo el transporte metropolitano e interurbano por autobús de la ciudad, conectándola con los pueblos de la provincia y las principales ciudades de España. Es la cabecera del servicio de Transporte metropolitano.
La estación está formada por 17 andenes, de diferentes dimensiones. Los más cercanos a la puerta de entrada de vehículos son más grandes, con capacidad para coches de hasta 15 metros de longitud. Los andenes centrales, próximos a la entrada de viajeros, sólo son aptos para coches más cortos.
La Estación de autobuses de Burgos está gestionada directamente por el Ayuntamiento de Burgos, siendo éste el responsable directo de organizar el tránsito.

## Historia
La actual estación data de los años 60, construida sobre una anterior de los años 30. La última remodelación tuvo lugar en 2006.

## Líneas
| Línea                   | Operador                                 | Trayecto                                          | Destinos posibles desde Burgos |
| ----------------------- | ---------------------------------------- | ------------------------------------------------- | --- |
| Concesiones nacionales  |                                          |                                                   | |
| VAC-049                 | Logroza (Grupo Jiménez)                  | Burgos- Logroño- Zaragoza                         | |
| VAC-067                 | NEX Continental Holdings (ALSA)          | Burgos- Poza de la Sal- Frías- Briviesca- Logroño | |
| VAC-101                 | ENATCAR (ALSA)                           | Badajoz- Irún                                     | |
| VAC-136                 | VIBASA (Monbús)                          | Vigo - Barcelona - Irún                           | |
| VAC-153                 | ENATCAR (ALSA)                           | Barcelona - Santiago de Compostela                | |
| VAC-157                 | NEX Continental Holdings (ALSA)          | Madrid - Irún con hijuelas                        | Madrid Avenida de América - Madrid Aeropuerto T4 - Vitoria - Alsasua - Beasaín - San Sebastián - Irún - Bilbao                                                       |
| VAC-157                 | NEX Continental Holdings (ALSA)          | Madrid - Bilbao (directo y por Las Merindades)    | Bilbao - Sotopalacios - Villarcayo - Medina de Pomar - Villasana de Mena - Balmaseda                                                                                 |
| VAC-157                 | NEX Continental Holdings (ALSA)          | Madrid - Santander (por Aguilar y por el Escudo)  | Sotopalacios - Orbaneja - Sedano - Ontaneda - Puente VIesgo - Torrelavega                                                                                            |
| VAC-242                 | Secorbus (Socibus)                       | Irún - Algeciras                                  | Córdoba - Sevilla - Cádiz - Málaga - Manzanares - Almuradiel - Andújar - Écija - Jerez de la Frontera - El Puerto de Santa María - San Fernando - Tarifa - Algeciras |
| Concesiones autonómicas |                                          |                                                   | |
| VACL-001                | Autocares de Castilla y León S.A. (ALSA) | Burgos - Fresneda de la Sierra                    | |
| VACL-027                | Autocares de Castilla y León S.A. (ALSA) | Burgos - Aranda de Duero con hijuelas             | Lerma, Roa |
|                         | Autocares de Castilla y León S.A. (ALSA) |                                                   | León, Valladolid, Salamanca, Zamora |
| VACL-045                | Automóviles La Serrana                   | Burgos- Soria                                     | |
| VACL-075                | El Noroeste de Burgos                    | Burgos- Melgar de Fernamental- Osorno             | |
| VACL-116                | Moreno Vicente y Cía. (Abel)             | Burgos- Palencia                                  | |

## Tráfico
Durante el año 2011, la estación movió a un total de  1.385.249 viajeros, con una media de entre 7.000 y 9.000 autocares mensuales.